# مجله‌ها یا رمان‌ها
 «مجله‌ها یا رمان‌ها» (به انگلیسی: Magazines or Novels) آلبومی از هنرمند اهل ایالات متحده آمریکا اندی گرامر است که در سال ۲۰۱۴ میلادی منتشر شد.

## چارت
| چارت (۲۰۱۴)              | مکان |
| ------------------------ | ---- |
| بیلبورد ۲۰۰ ایالات متحده | ۱۹   |